# Sciapus maritimus
Sciapus maritimus är en tvåvingeart som beskrevs av Becker 1918. Sciapus maritimus ingår i släktet Sciapus och familjen styltflugor. Enligt den svenska rödlistan är arten nära hotad i Sverige. Arten förekommer i Götaland och Öland. Artens livsmiljö är havsstränder, jordbrukslandskap. Inga underarter finns listade i Catalogue of Life.